# Hegyhátszentmárton, Vas
Hegyhátszentmárton  este un sat în districtul Körmend, județul Vas, Ungaria, având o populație de 59 de locuitori (2011). 

## Demografie
Componența etnică a satului Hegyhátszentmárton
     Maghiari (100%)
Componența confesională a satului Hegyhátszentmárton
     Romano-catolici (76,27%)
     Necunoscută (23,73%)
Conform recensământului din 2011, satul Hegyhátszentmárton avea 59 de locuitori. Din punct de vedere etnic, majoritatea locuitorilor (100,0%) erau maghiari.  Din punct de vedere confesional, majoritatea locuitorilor (76,27%) erau romano-catolici. Pentru 23,73% din locuitori nu este cunoscută apartenența confesională.